# Cabinet Gies
Land de Saxe-Anhalt
 Münch
Le cabinet Gies (en allemand : Kabinett Gies) est le gouvernement du Land de Saxe-Anhalt entre le 2 novembre 1990 et le 4 juillet 1991, durant la première législature du Landtag.

## Historique du mandat
Dirigé par le nouveau ministre-président chrétien-démocrate Gerd Gies, ce gouvernement est constitué et soutenu par une « coalition noire-jaune » entre l'Union chrétienne-démocrate d'Allemagne (CDU) et le Parti libéral-démocrate (FDP). Ensemble, ils disposent de 62 députés sur 106, soit 58,5 % des sièges du Landtag.
Il est formé à la suite des élections législatives régionales du 14 octobre 1990.
Au cours du scrutin, la CDU devient la première force politique dans ce Land reconstitué en prévision de la réunification allemande. Elle devance nettement le Parti social-démocrate d'Allemagne (SPD), qui se trouve suivi par le FDP, auteur d'un score à deux chiffres. Chef de file de la CDU, Gies conclut alors un accord de coalition avec le FDP.
Gerd Gies annonce sa démission le 4 juillet 1991, après avoir été accusé de pression sur des parlementaires soupçonnés d'avoir collaboré avec la Stasi. Il est remplacé par le ministre des Finances Werner Münch, qui constitue son cabinet de coalition avec le FDP.

## Composition
| Fonction                                                               | Titulaire | Titulaire        | Parti |
| ---------------------------------------------------------------------- | --------- | ---------------- | ----- |
| Ministre-président                                                     |           | Gerd Gies        | CDU   |
| Vice-ministre-président Ministre des Affaires fédérales et européennes |           | Gerd Brunner     | FDP   |
| Ministre de l'Intérieur                                                |           | Wolfgang Braun   | CDU   |
| Ministre des Finances                                                  |           | Werner Münch     | CDU   |
| Ministre du Travail et des Affaires sociales                           |           | Werner Schreiber | CDU   |
| Ministre de l'Éducation, de la Science et de la Culture                |           | Werner Sobetzko  | CDU   |
| Ministre de l'Économie, de la Technologie et des Transports            |           | Horst Rehberger  | FDP   |
| Ministre de l'Alimentation, de l'Agriculture et des Forêts             |           | Otto Mintus      | CDU   |
| Ministre de la Justice                                                 |           | Walter Remmers   | CDU   |
| Ministre de l'Environnement et de la Protection de la Nature           |           | Wolfgang Rauls   | FDP   |